# هند مرکزی

منطقه مرکزی هند شامل مادیا پرادش و چتیسگر

هند مرکزی (انگلیسی: Central India)، یک تعریف ضعیف در تقسیمات اداری هند از هند است. هیچ تعریف رسمی مشخصی وجود ندارد و ممکن است از انواع مختلفی استفاده شود. یک تعریف رایج عبارت است از ایالت‌ها و قلمروهای هند از چتیسگر و مادیا پرادش، که تقریباً در تمام تعاریف گنجانده شده است. مانند برخی دیگر از تعاریف، بخشی از شمال هند را در بر می‌گیرد که در محور شرق به غرب «مرکزی» است؛ بنابراین، شورای منطقه مرکزی که توسط دولت هند ایجاد شد، شامل هر دو ایالت، به علاوه اوتار پرادش و اوتاراکند در شمال است، آخرین موردی که منطقه را به مرز تبت/چین می‌برد. هیمالیا.